# Yelmo de Gjermundbu

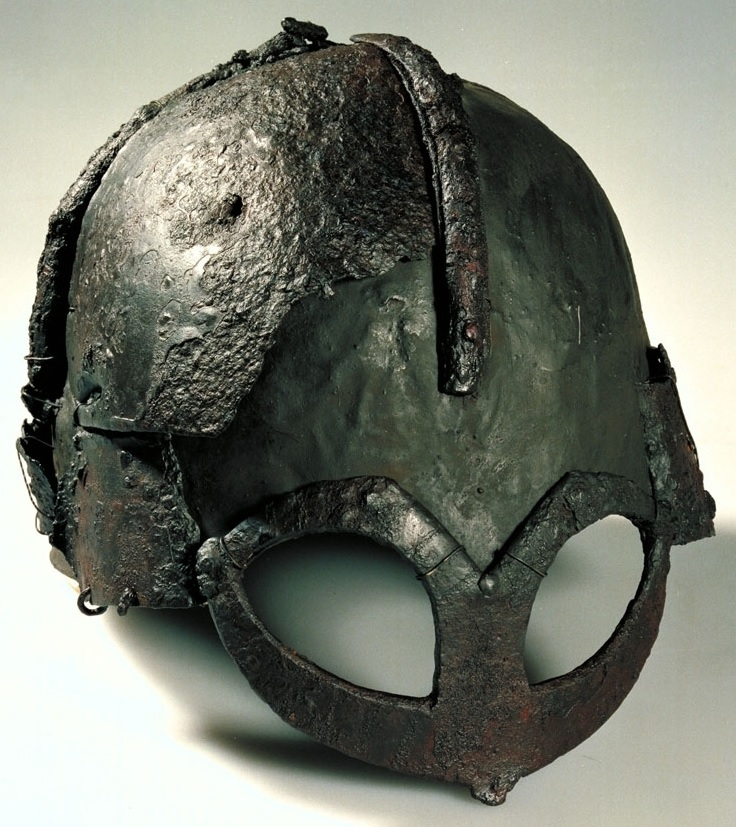
Yelmo de Gjermundbu.

El yelmo de Gjermundbu es un casco defensivo militar del tipo «cascos de anteojos». Aunque su origen se remonta a la Era de Vendel, los arqueólogos calculan que fue usado hacia el año 875 durante la Era vikinga. Estos cascos también se conocen como cascos crestados. Fue encontrado por Lars Gjermundbu, en 30 de marzo de 1943, fragmentado en nueve piezas, durante unas excavaciones en un túmulo funerario en Gjermundbu, Ringerike en Noruega. Hasta la fecha es el único casco vikingo original y completo encontrado en unas excavaciones.

## Características
El yelmo es de hierro y se compone de tres placas principales que dan una forma semiesférica, unidas por unas placas de metal remachado. Al frente aparece un protector también metálico para la cara en forma de anteojos, que dan nombre al tipo de casco. En la parte inferior del casco hay unos agujeros que los arqueólogos suponen que se usaba para unir el yelmo con un protector de cuello del mismo tipo que los restos de una cota de malla también encontrada en el yacimiento.

## Caudillo vikingo
Al no haber encontrado más yelmos en otras excavaciones, y considerando que otros elementos encontrados en el túmulo como tres espadas, puntas de lanza, hachas, complementos ecuestres y bulbos de escudos, hacen suponer que el dueño era un personaje relevante, quizás uno de los monarcas del reino de Ringerike. Los arqueólogos suponen que este tipo de complementos eran exclusivos de la realeza y del hird que acompañaba a la corona.
Actualmente se encuentra expuesto en el Museo Cultural Histórico de Oslo.